# チョロQハイブリッド!
チョロQハイブリッド!（チョロキューハイブリッド!）はタカラトミーより2009年10月下旬から2012年頃まで展開されていたスタンダードチョロQを受け継いだ新シリーズ。

## 概要
2009年1月をもって29年間続いたスタンダードチョロQの展開が終了され、2009年9月9日のチョロQの日でチョロQシリーズ生誕30周年を迎えられ、その記念として約9ヶ月のブランクを経て、スタンダードチョロQを受け継いで新しく生まれ変わったチョロQの新シリーズである。
従来のスタンダードにあったゼンマイ走行に加えて、スタンダードでは不可能であったシャーシに関係なく全てのボディを装着出来る「ボディ互換」、専用のパーツを装着することでありえないアクションが出来る「アクションパーツ」、Qステアにあったリモコン操作でチョロQを自由自在に走行出来たりシャーシを変えて装着することでリモコン操作が出来るようになる「リモコンタイプのチョロQ」など、これまでにない機能が追加されて今までにない遊びが可能になっている。

## 新機能
このシリーズのチョロQには新しい機能がたくさんある。

### リモコンタイプ
新たにリモコンタイプと呼ばれるエンジンが追加された。
タイプは従来のスタンダードチョロQのゼンマイタイプと、新しく追加されたリモコンタイプは電動仕様でリモコン操作でチョロQを動かすタイプでありこれはQステアをベースに大幅に改良され使いやすくなっている。リモコンタイプのチョロQを動かすにはQステアと同じように専用のリモコンを使って操作し、リモコンに内蔵されている充電機能を使って5分間フル充電すれば最大5分間操作できる。前後左右と自由自在に操ることが出来、平らな場所であればレールがなくても遊ぶことが出来る。リモコンに登録できるチョロQは最大3台まで登録でき、異なる3台のチョロQを切り替えて操作することが出来る。Qステアのリモコンを使用できる。
Qステアにはなかったダッシュ機能とウィリースピン機能が追加され、ダッシュ機能はリモコンにあるダッシュボタンを押せば直進しにくくなる代わりにハイスピードで走行することが出来、ウィリースピン機能はチョロQのコインホルダーに10円玉を載せて後進してすぐにダッシュするとウィリーしながらスピンするようになる。

### シャーシ互換機能
これまでのスタンダードチョロQのシャーシは車種ごとに決められて別のシャーシを取り付けることが出来なかったが、このシリーズからシャーシは全て1種類に統一され、全てのボディを別のシャーシに変えることが出来るようになって、ゼンマイタイプのシャーシとリモコンタイプのシャーシを入れ替えで違うタイプのチョロQへ変えることも出来る。
ゼンマイタイプであったチョロQをリモコンタイプのシャーシに変更すれば、リモコンタイプのチョロQとして使うことが出来るようになる。

### アクションパーツ
付属されているアクションパーツをチョロQに装着すると、スタンダードチョロQでは出来なかったありえないアクションが出来るようになった。2010年8月時点のアクションパーツは13種類あり、今後も新しいアクションパーツが追加されていく。また、全てのアクションパーツはリモコンタイプのチョロQが使用可能で、ゼンマイタイプのチョロQは一応全て使用可能だが後進専用のアクションが出来ないなどの制限はある。

#### パーツの種類と説明
○印は現時点セットのみのパーツ。
リバースタイヤ
チョロQを裏返しにして前進すると回転し、後進するとチョロQが起き上がることができる。
片輪走行パーツ
前進すると高片輪しながら走行し、左に曲がりながら進むと低片輪して走行する。また、一瞬だけ前進ダッシュすると高片輪から低片輪に変化し、回転中にダッシュ前進すると体当たりが出来る。
スピンパーツ
付けるだけで回転するようになって、前進すると右回転して後進すると左回転する。また、ダッシュ後進するとその場で回転するようになる。
スーパー大回転 ○
前進すると前転のように大回転するようになって、後進すると後転のように大回転するようになる。
凸凹タイヤ ○
凸凹のようにガタガタしながら走行するようになって、思いのように走行するのが難しくなる。後進でもガタガタ走行になってバック走行が難しくなる。
ビッグタイヤ
チョロQを裏返した状態で前進すると、ヘッドスピンのような回転をするようになる。また、後進すると逆回転が出来る。
バウンドタイヤ
スキップするような動きになってスキップ走行するようになる。また、後進すると逆スキップ走行になる。
スーパー片輪走行パーツ ○
片輪走行パーツの上位版で、専用のスロープを通り過ぎると片輪状態で走行出来る。
テールパーツ
高速スピンで高速回転をしたり、装着しているテールが同じ大きさ並の物にぶつかると方向転換が出来る。
プラタイヤ
プラスチック製でグリップがなくなり、前進したり後進したりするとスピンするようになる。
フロッグタイヤ
タイヤに蛙のような足がついて、前進すると蛙と同じようにジャンプしながら走行するようになる。
アタッチメントパーツ（リアタイプ）
リア部分に付けて、紙などで作った自作パーツをこのパーツ部分に搭載して自分だけのオリジナルのリアパーツのアクションが作れる。
アタッチメントパーツ（フロントタイプ）
フロント部分に付けて、紙などで作った自作パーツをこのパーツ部分に搭載して自分だけのオリジナルのフロントパーツのアクションが作れる。
応用編の1つ目として、リバースタイヤと片輪走行パーツは同時に装着することが可能で、両方のアクションが1つになって両方装着したときだけのアクションが出来るようになる。
2つ目はアタッチメントパーツのリアタイプとフロントタイプは連結可能で、クレーン車の用にフロントタイプに取り付けているチョロQを運ぶように走行することが出来る。

### NEWレールコース
チョロQデッキシステムまでは従来のレールで走行していてカーブを減速せずに走行するにはローラーが必要であったが、新シリーズからはスロットカーとほぼ同じレールに変更され、専用のガイドピンにチョロQを装着すればコースに沿って走行するようになって、必要であったローラーがなくなってローラーなしで傷つけることなく安心して走行できるようになった。
新しいレールはゼンマイタイプとリモコンタイプの両方を走行することが出来る。
当然、このレールを走行するには専用のガイドピンが必要で、今までのチョロQは従来のレールでしか走行できない。

## その他のチョロQシリーズの互換
- アクションパーツに装着させることやNEWレールコースは走行することは出来ない。
- シャーシ互換機能はこのシリーズ同士でしか出来ないので、別シリーズのチョロQには取り付けることは出来ない。また、別シリーズのチョロQをこのシリーズのチョロQのシャーシに取り付けることも出来ない。(ボディが大きいため)ただし、エンジン・前輪は取り付けられる。
- このシリーズのチョロQはチョロQデッキシステムなどの一部のシリーズのレールは一応走行することは出来るが、カーブに曲がる時にボディが傷がつくことがあるのでローラーを付ければ問題なく走行できる。モーターチョロQのレールはガードレールがついているので傷つく心配はないので問題なく走行できる。ただし、一部のレールとそれ以外のレールでは走行できないので注意。